# Municipio de Newbury (Ohio)
El municipio de Newbury (en inglés: Newbury Township) es un municipio ubicado en el condado de Geauga en el estado estadounidense de Ohio. En el año 2010 tenía una población de 5537 habitantes y una densidad poblacional de 74,73 personas por km².

## Geografía
El municipio de Newbury se encuentra ubicado en las coordenadas 41°27′17″N 81°13′45″O / 41.45472, -81.22917. Según la Oficina del Censo de los Estados Unidos, el municipio tiene una superficie total de 74.09 km², de la cual 71,78 km² corresponden a tierra firme y (3,11 %) 2,31 km² es agua.

## Demografía
Según el censo de 2010, había 5537 personas residiendo en el municipio de Newbury. La densidad de población era de 74,73 hab./km². De los 5537 habitantes, el municipio de Newbury estaba compuesto por el 96,26 % blancos, el 1,55 % eran afroamericanos, el 0,05 % eran amerindios, el 0,54 % eran asiáticos, el 0,45 % eran de otras razas y el 1,14 % eran de una mezcla de razas. Del total de la población el 0,92 % eran hispanos o latinos de cualquier raza.